# Лінійні вимірювання у маркшейдерських мережах
Ліні́йні вимі́рювання у підзе́мних маркше́йдерських опо́рних мере́жах (рос. линейные измерения в подземных маркшейдерских опорных сетях, англ. linear measurements in underground survey networks, нім. lineare Messungen f pl in den Untertage-Markscheidepunktnetzen) — визначення відстані між маркшейдерськими пунктами (точками) мережі, закріпленими в гірничих виробках, з використанням спеціальних приладів — мірних стрічок, рулеток, довжиномірів, мірних дротів, оптичних далекомірів, світлодалекомірів та ін. При створенні підземних маркшейдерських опорних мереж лінійні вимірювання майже завжди виконуються одночасно з кутовими вимірюваннями. Для контролю кожна відстань вимірюється двічі — у прямому і зворотному напрямках.